# مطار تشينغيانغ
مطار تشينغيانغ (بالإنجليزية: Qingyang Airport)‏ و(بالصينية: 庆阳机场) (إياتا: IQN، إيكاو: ZLQY) مطار عام يقع بمدينة كينغيانغ في قانسو في الصين. يبلغ طول المدرج 1765 م .

## شركات الطيران والوجهات
| شركـات طيـران       | الوجهات                                                 |
| ------------------- | ------------------------------------------------------- |
| Donghai Airlines    | مطار لانتشو تشونغ تشوان، مطار شينزين باوان الدولي       |
| Hebei Airlines      | مطار بكين داشينغ الدولي، مطار تشونغتشينغ جيانغبى الدولي |
| خطوط سيتشوان الجوية | مطار تشنغدو تيانفو الدولي، مطار داليان الدولي           |
| سبرينغ (شركة طيران) | مطار لانتشو تشونغ تشوان، مطار شانغهاي بودنغ الدولي      |
| خطوط تيانجين الجوية | مطار لانتشو تشونغ تشوان، مطار تيانجين الدولي            |

## وصلات خارجية
- http://www.flightstats.com/go/Airport/airportDetails.do?airportCode=IQN